# Congo francés
El Congo francés (del francés: Congo français) fue el nombre de la colonia francesa originalmente asentada en el área que hoy ocupan la República del Congo, Gabón, y la República Centroafricana. Comenzó en 1880 como un protectorado, y sus fronteras con Cabinda, Kamerun, y el Estado Libre del Congo fueron establecidas por varios tratados a lo largo de la siguiente década. 
El Congo Francés fue temporalmente dividido entre Gabón y el Moyen-Congo (Congo del Medio) en 1906, antes de ser reunido como África Ecuatorial Francesa en 1910, en un intento por copiar el éxito relativo de África Occidental Francesa.
La moderna República del Congo se considera el estado sucesor del Congo francés, tiene fronteras prácticamente idénticas y heredó los derechos de soberanía e independencia de Francia a través de la disolución del África Ecuatorial Francesa a fines de la década de 1950.

## Historia

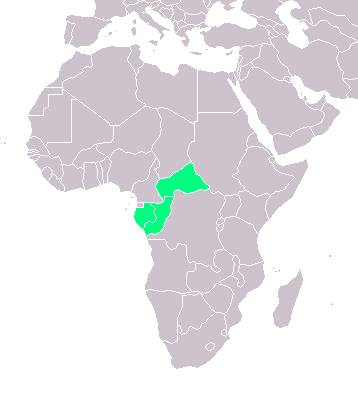
El Congo francés una vez comprendió el área del Congo, Gabón y Ubangui-Chari (actual República Centroafricana).

El Congo francés comenzó en Brazzaville el 10 de septiembre de 1880 como un protectorado sobre el pueblo bateke a lo largo de la orilla norte del río Congo. El tratado fue firmado entre el rey Iloo I y Pierre Savorgnan de Brazza; Iloo I murió el mismo año en que se firmó, pero los términos del tratado fueron ratificados por su reina Ngalifourou. Se estableció formalmente como el Congo francés el 30 de noviembre de 1882, y se confirmó en la Conferencia de Berlín de 1884-1885. Sus fronteras con Cabinda, Camerún y el Estado Libre del Congo se establecieron mediante tratados durante la década siguiente. El plan para desarrollar la colonia era otorgar concesiones masivas a una treintena de empresas francesas. A estos se les otorgaron grandes extensiones de tierra con la promesa de que se desarrollarían. Este desarrollo fue limitado y se centró principalmente en la extracción de marfil, caucho y madera. Estas operaciones a menudo implicaban una gran brutalidad y casi la esclavitud de los lugareños.
Incluso con estas medidas la mayoría de las empresas perdieron dinero. Solo una decena obtuvo ganancias. Muchas de las vastas participaciones de las empresas existían solo en papel y prácticamente no tenían presencia sobre el terreno en África.
El Congo francés a veces se conocía como Gabón-Congo. Se le agregó formalmente el Gabón en 1891, pasó a llamarse oficialmente Congo Medio (en francés: Moyen-Congo) en 1903, se separó temporalmente de Gabón en 1906 y luego se reunió como África Ecuatorial Francesa en 1910 en un intento de emular el éxito relativo de África Occidental Francesa.
En 1911, como solución a la crisis de Agadir, el Tratado Marruecos-Congo dio parte del territorio a Alemania para una salida en el río Congo a su colonia Kamerun. Esta tierra, conocida como Neukamerun, fue recuperada oficialmente por Francia después de la Primera Guerra Mundial.
Un estudio de 1906 llamado La expansión colonial del Congo francés (en francés: L'Expansion coloniale au Congo français), se publicó junto con la Exposición colonial francesa en Marsella. En 1925 el historiador afroamericano, sociólogo y panafricanista W. E. B. Du Bois escribió "Batouala lo expresa. En las profundidades del Congo francés se encuentra la misma explotación de la gente negra que en el Congo belga o el África Occidental Británica".

## Economía
El plan de desarrollo de la colonia se cimentaba básicamente en otorgar enormes concesiones a unas treinta compañías francesas, a las cuales se le concedían vastas cantidades de tierra con el compromiso de que debían ocuparse de su desarrollo. Este modelo de desarrollo se limitaba, en términos generales, a la explotación de recursos como marfil, caucho y madera. Estas actividades a menudo involucraban esclavización y brutalidad hacia la población nativa.

### Compañías concesionarias del Congo francés

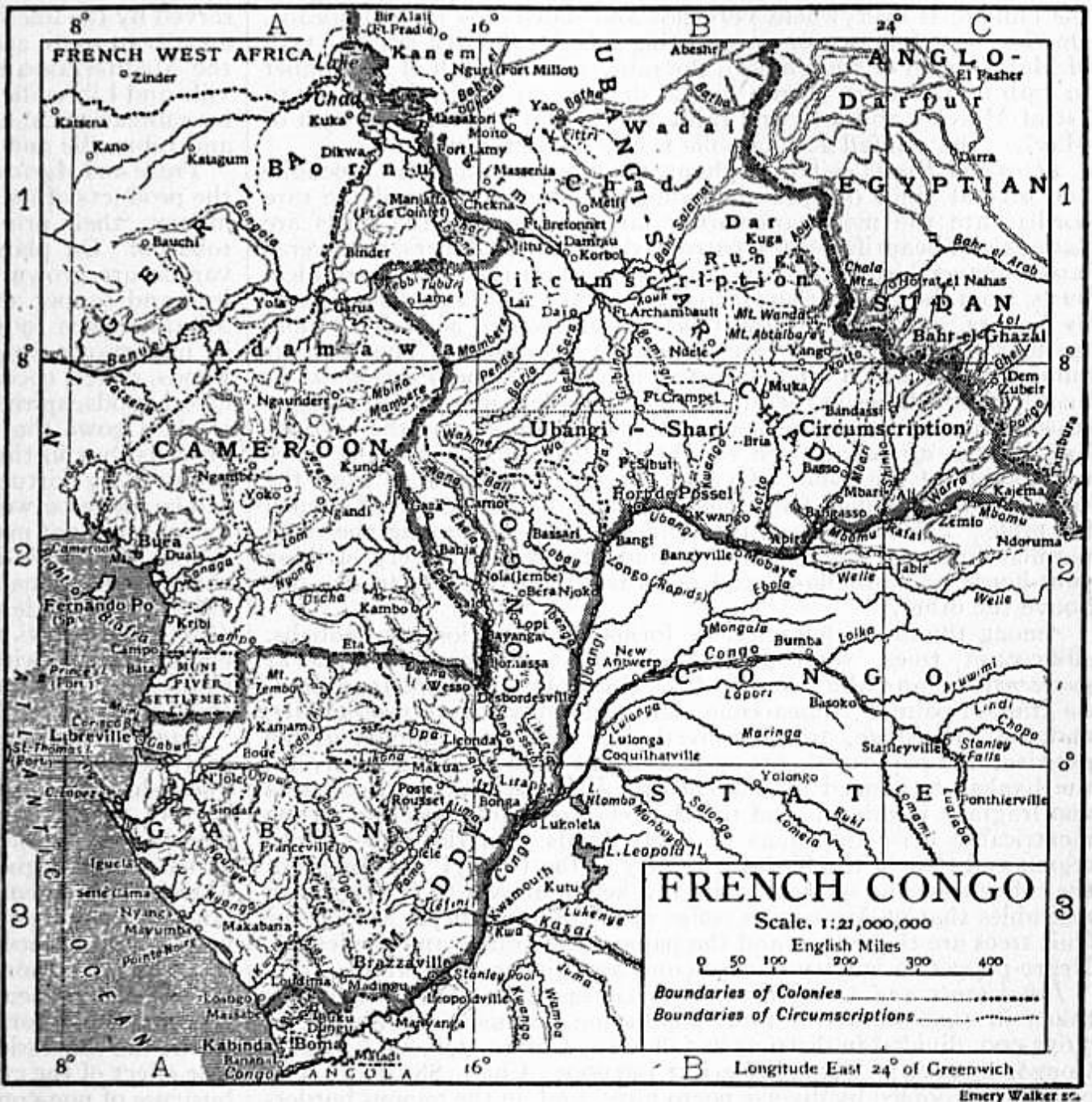
El Congo francés en 1911.

La siguiente es la lista de las compañías a las cuales el Imperio francés otorgó concesiones de explotación en el Congo Francés. Entre paréntesis se señala el tamaño de tales concesiones expresado en kilómetros cuadrados.
- Société agricole et commerciale de du Bas-Ogooué, (1.200)
- Société brettone du Congo, (2.000)
- Compagnie du Bavili-M'Banio, (2.800)
- Société de l'Ogooué-N'Gouiné, (3.350)
- Société coloniale du Baniembé, (3.600)
- Compagnie franco-congolaise de la Sangha, (3.800)
- Société de la K'Keni et N'Kémé, (3.950)
- Société des factoreries de N'Ddjolé, (4.200)
- Compagnie de la Sangha, (5.300)
- Société de la Sangha équatoriale, (5490)
- Société commerciale coloniale de la Mamberé-Sangha, (5.600)
- Société commerciale et agricole de la Kadéï-Sangha, (6.500)
- Compagnie française de l'Oubanghi-Ombella, (7.000)
- Compagnie de la Haute-N'Gounié, (7.100)
- Société de l'Ekela-Sangha, (7.800)
- Compagnie de la Mobaye, (8.000)
- Société de l'Ongomo, (8.200)
- Société de l'Afrique française, (9.350)
- Compagnie commerciale de Colonisation du Congo français, (12.400)
- Société de la Kadéï-Sangha, (12.900)
- Société de la Haut-Sangha, (13.050)
- Compagnie agricole et coloniale et industrielle de la Léfini, (13.700)
- Compagnie de la N'Goko Ouesso, (14.000)
- Compagnie du Kouango français, (15.000)
- Société de l'Ibenga, (15.000)
- Compagnie du Kouango-Oubanghi, (15.300)
- Société des établissments Gratry M'Poko, (16.500)
- Compagnie générale du Fernand Vaz, (17.300)
- Compagnie des produits de la Sangha Lipa-Ouesso, (18.000)
- Société de la Setté Cama, (19.000)
- Société agricole et commerciale de l'Alima, (20.200)
- Compagnie française du Congo occidental, (21.700)
- Compagnie des Caoutchoucs et produits de la Lobay, (32.400)
- Société de l'Afrique équatorial, (33.850)
- Compagnie française du Haut-Congo, (36.000)
- Compagnie française du Congo, (43.000)
- Société commerciale, industrielle, et agricole, du Haut-Ogooué, (104.000)
- Société des Sultanats du Haut-Oubanghi, (140.000)